# صموئيل بيتي (ضابط)
صموئيل بيتي (بالإنجليزية: Samuel Beatty)‏ هو ضابط أمريكي، ولد في 16 ديسمبر 1820 في مقاطعة ميفلين في الولايات المتحدة، وتوفي في 26 مايو 1885 في Jackson Township, Stark County, Ohio ‏ في الولايات المتحدة.